# Церковний регіон Аугсбург
Церковний регіон Аугсбургу і Швабії, скорочено  Церковний регіон Аугсбург або церковний регіон — один з шести церковних регіонів Євангелічно-лютеранської церкви Баварії. Регіон очолює регіональний єпископ.

## Історія

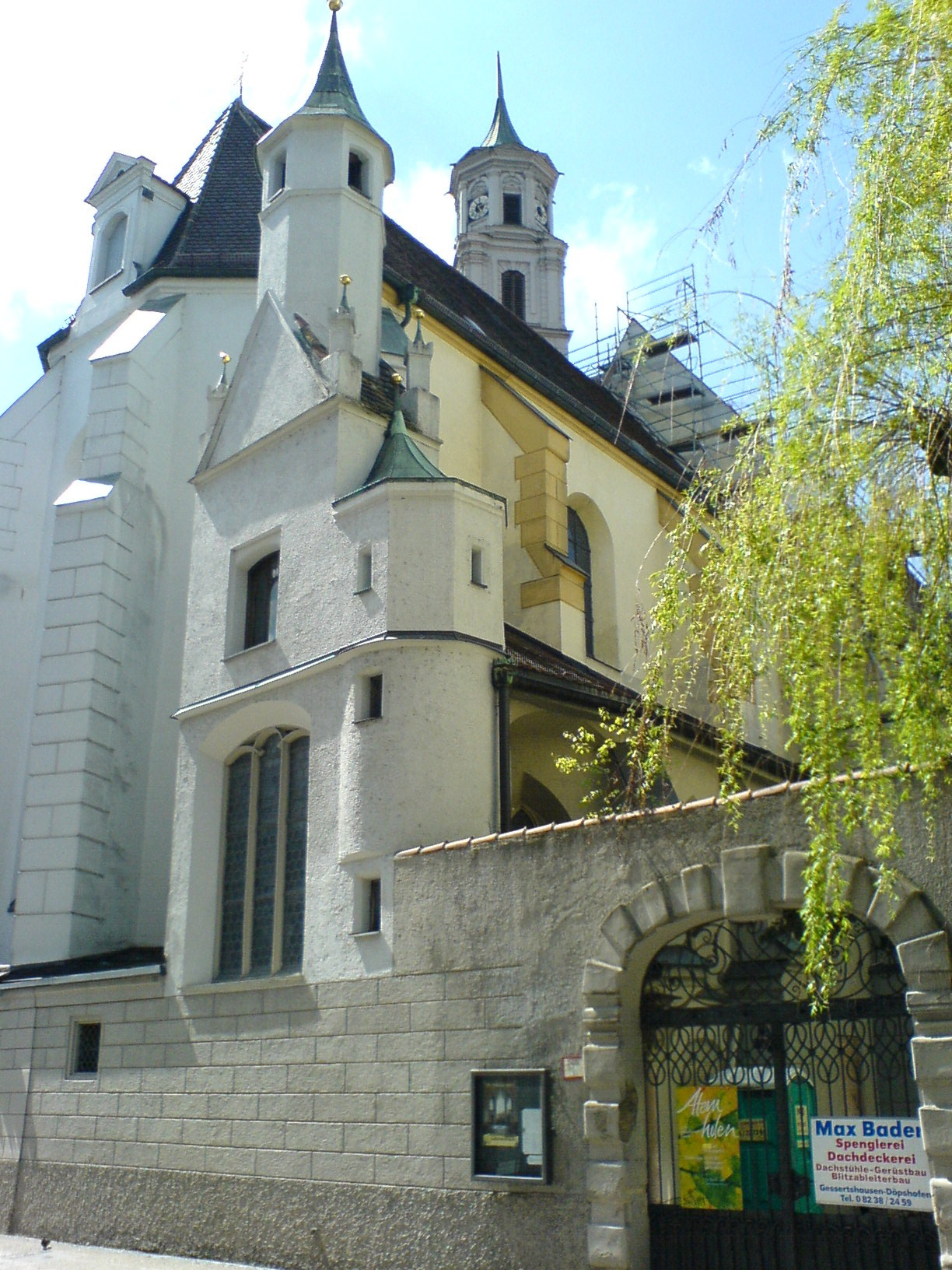
Лютеранська церква святої Анни (Аугсбург)

Церковний регіон Аугсбургу і Швабії був утворений тільки у 1971 році і є наймолодшим з усіх шести баварських церковних регіонів. Проте протестанти тут з'явилися ще на початку 16-го століття. Раніше всього в вільних імперських містах Аугсбург, Кауфбойрен, Кемптен, Ліндау, Меммінген і Нердлінген, в районах навколо Меммінгена, Ной-Ульма та природного регіону Нердлінгер Рис, а також в ізольованих межах імперських лицарів (нім. Reichsritterschaft), колишніх васалів імператора Священної Римської імперії. Багато протестантськіх парафій було організовано в процесі індустріалізації, заснованої на залізничному будівництві на рубежі 20-го століття. Вигнанці (нім. Heimatvertriebene) — багато з них євангельської деномінації — після Другої світової війни  також створювали свої протестантські церкви. У зв'язку з цими історичними подіями в даний час в баварській Швабії достаток різноманітних конфесійних рухів. На півдні, особливо в районі Алльгой (нім. Allgäu), протестанти проживають в переважно традиційному католицькому середовищі, на відміну від Риса, де дуже багато сіл тільки з протестантськими мешканцями.
Першим регіональним єпископом в 1971 році став Вальтер Руппрехт. З 2009 року Церковний регіон Аугсбург очолює регіональний єпископ Міхаель Грабов.

## Організаційна структура

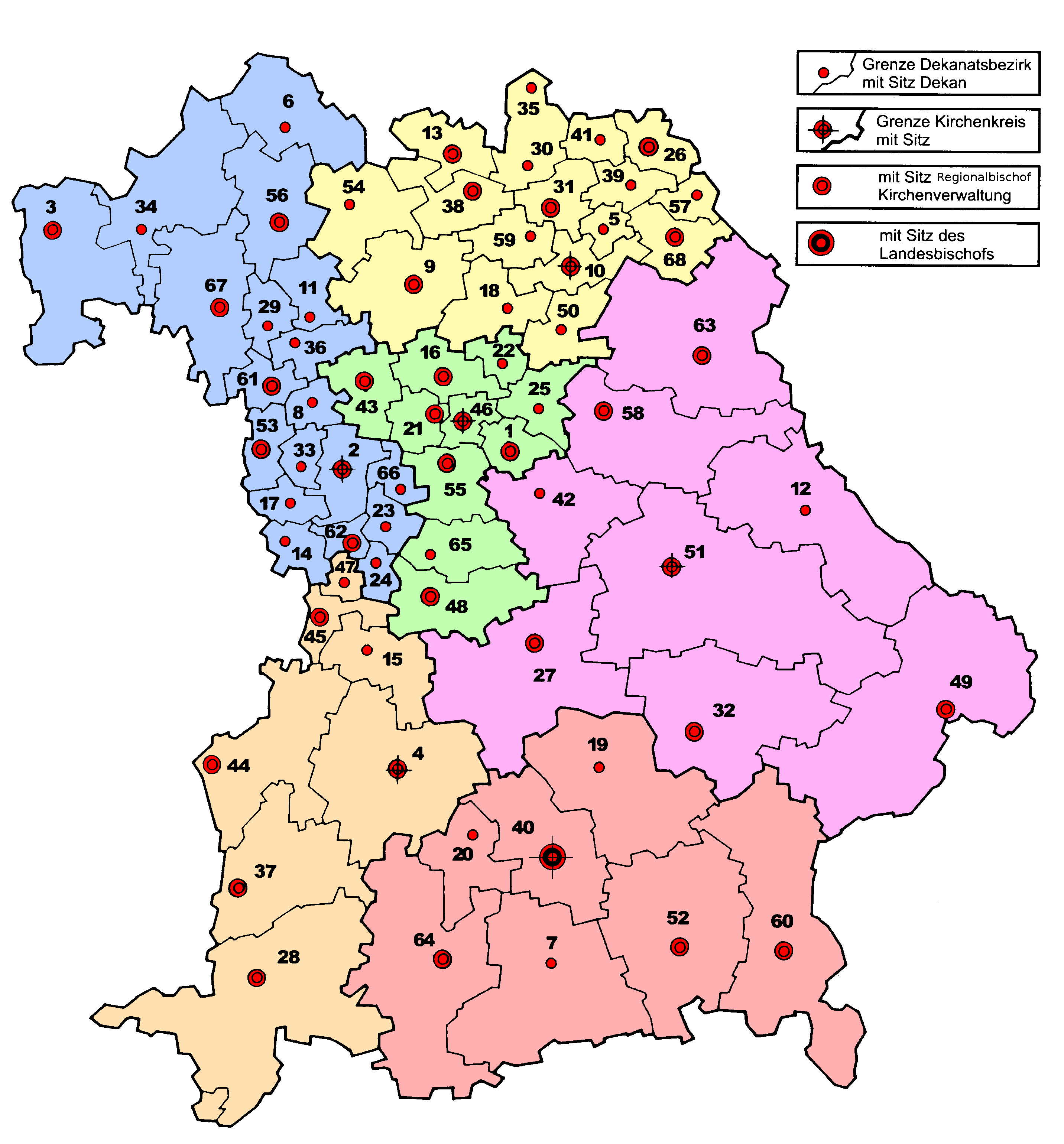
Церковний регіон Аугсбург з деканатами:
4 Аугсбург, 15 Донауверт, 28 Кемптен, 37 Меммінген, 44 Ной-Ульм, 45 Нердлінген, 47 Еттінген

Церковний регіон Аугсбурга і Швабії територіально розташовується в адміністративному окрузі Швабія федеральної землі Баварія.
Офіс церковного регіону розташований в місті Аугсбург:
- 86150 Аугсбург, Фуггерштрассе, 11 (нім. Fuggerstrasse 11, 86150 Augsburg, Kirchenkreis Augsburg und Schwaben).

Церковний регіон не має статусу юридичної особи.

### Церковно-адміністративний поділ
У церковному регіоні Аугсбург мешкає майже 300 тисяч євангельських християн, яких обслуговують 150 парафій Євангелічно-лютеранської церкви Баварії, розташованих у семи деканатах:
- Євангелічно-лютеранський деканат Аугсбург[de][6];
- Євангелічно-лютеранський деканат Донауверт[de][7];
- Євангелічно-лютеранський деканат Еттінген[de][8];
- Євангелічно-лютеранський деканат Кемптен[9];
- Євангелічно-лютеранський деканат Меммінген[de][10];
- Євангелічно-лютеранський деканат Нердлінген[de][11];
- Євангелічно-лютеранський деканат Ной-Ульм[de][12].

### Вища церковна рада
Місцем перебування Вищої ради церкви церковного регіону є Аугсбург.
Перелік регіональних єпископів церковного регіону Аугсбургу і Швабії:
| Ім'я             | Строк перебування |
| ---------------- | ----------------- |
| Вальтер Руппрехт | 1971-1983         |
| Йоганнес Мерц    | 1983-1996         |
| Ернст Ефнер      | 1996-2009         |
| Міхаель Грабов   | 2009–             |

## Інша інформація
Важливу роль у церковному житті церковного регіону Аугсбург грають приїжджі прочани і відпочиваючі. У багатьох частинах церковного регіону є місця поклоніння, а також проводяться всілякі заходи для численних туристів і гостей в туристичних центрах.

## Виноски
- Офіційна сторінка (нім.)
- Географічні координати церковного регіону Аугсбург: 48°22′4.25″ пн. ш. 10°53′35.34″ сх. д. / 48.3678472° пн. ш. 10.8931500° сх. д..

⇑